# Eugene P. Odum
Eugene Pleasants Odum, biólogo (Newport (Nuevo Hampshire), EE. UU., 17 de septiembre de 1913 - Athens (Georgia), EE. UU., 10 de agosto de 2002), fue uno de los más importantes promotores de la ecología contemporánea.
Conocido por su trabajo pionero en Ecología de los ecosistemas, está referido como "el padre del ecosistema ecológico". Él y su hermano Howard Thomas Odum escribieron el popular libro de texto de ecología, Fundamentals of Ecology (1953). La Escuela de Ecología de Odum de la Universidad de Georgia fue nombrada así en su honor.

## Primeros años
Hijo del sociólogo Howard W. Odum y hermano mayor del ecologista Howard Thomas Odum, Eugene se graduó en Zoología en la Universidad de Illinois, donde obtuvo su doctorado, siendo alumno de Victor Ernest Shelford.
En 1939, fue contratado para ser el primer biólogo residente en la Estación de Investigación Biológica y Reserva Edmund Niles Huyck, en Rensselaerville (Nueva York). La reserva se fundó en 1931 y su estación de investigación en 1938. Los primeros becarios de investigación de verano de la Reserva, seleccionados junto a Odum en 1939, fueron Edward C. Raney y Donald Griffin.
En septiembre de 1940, Odum empezó a impartir clases de biología en la Universidad de Georgia donde instauró, a finales de la década de 1940, la asignatura de ecología y fundó el Instituto de Ecología, que fue la primera unidad académica independiente de una universidad de investigación dedicada a la ecología y que sería renombrado en 2007 Escuela de Ecología Odum, en su honor.

## Obra

### Ecosistemas
En los años 1940 y 1950, la "ecología" todavía no era un campo de estudio que se había definido como una disciplina separada. Incluso los biólogos profesionales le parecían a Odum poco educados sobre cómo los sistemas ecológicos de la Tierra interactúan entre sí. Odum planteó la importancia de la ecología como una disciplina que debería ser una dimensión fundamental de la formación de un biólogo.
Odum adoptó y desarrolló aún más el término "ecosistema". Aunque a veces se dice que fue acuñado por Raymond Lindeman en 1942, el término "ecosistema" apareció por primera vez en una publicación de 1935 del ecólogo británico Arthur Tansley, y en 1930 había sido acuñado por el colega de Tansley, Roy Clapham. Antes de Odum, la ecología de organismos y entornos específicos se había estudiado en una escala más limitada dentro de las subdisciplinas individuales de la biología. Muchos científicos dudaron que se pudiera estudiar a gran escala o como una disciplina en sí misma.
Odum escribió un libro de texto sobre ecología con su hermano, Howard Thomas Odum, graduado en Yale. El libro de los hermanos Odum (primera edición, 1953), Fundamentals of Ecology, fue el único libro de texto en el campo durante aproximadamente diez años. Entre otras cosas, los Odum exploraron cómo un sistema natural puede interactuar con otro.
En 1969, introdujo el concepto de agroecosistema, definido como un "ecosistema doméstico".

### Ambientalismo
Si bien Odum deseaba influir en la base de conocimientos y el pensamiento de sus colegas biólogos y de los estudiantes universitarios, su papel histórico no fue un promotor del ecologismo público como lo conocemos ahora. Sin embargo, su dedicatoria en su libro de 1963, Ecología, expresó que su padre lo había inspirado a "buscar relaciones más armoniosas entre el hombre y la naturaleza".
Para 1970, cuando se organizó el primer Día de la Tierra, la concepción de Odum de la Tierra viviente como un conjunto global de ecosistemas entrelazados se convirtió en una de las ideas clave del movimiento ecologista que desde entonces se ha extendido por el mundo. Sin embargo, era un pensador independiente que a veces criticaba los lemas y los conceptos de moda del movimiento ecologista.

## Legado
El testamento de Odum estipuló que, después de su muerte, sus 26 acres (110.000 m²) en el río Middle Oconee en Athens (Georgia) fueran vendidos y desarrollados de acuerdo a los planes que presentó antes de su muerte. A menudo mostraba, a los amigos y colegas, planos hechos a mano para su visión de esta comunidad verde. Los planos incluyeron que más del 50 % de la propiedad sería un espacio verde protegido y senderos para caminar, administrado por el Oconee River Land Trust. Las ganancias de la venta de la tierra se destinarían al Fondo de Ecología de Eugene y William Odum, después de que se haya destinado un millón de dólares para una cátedra de la Universidad de Georgia con el nombre de Odum. La tierra fue vendida al constructor John Willis Homes, quien cumplió los deseos de Odum en Beech Creek Preserve.
Las contribuciones financieras de Odum se centraron no solo en la Universidad de Georgia, sino también en la Universidad de Virginia, dado el nombramiento de su hijo en la facultad de allí, y en la Universidad de Carolina del Norte, donde su padre fue un erudito prolífico. En última instancia, su riqueza, en parte producto de las regalías de los libros, benefició a las instituciones que respetaba.

## Reconocimientos
- La Sociedad Ecológica de América ofrece el Premio Eugene P. Odum a la Excelencia en Educación Ecológica, que fue implantado por Odum y recibió su nombre.[9]
- En 1977 le fue concedido el premio Tyler al Logro Ambiental.[10]
- En 1987 recibió, junto a su hermano Howard, el premio Crafoord de biociencias «por sus contribuciones pioneras en el campo de la ecología de los ecosistemas».[11]

## Algunas publicaciones
Libros
- 1939. Variations in the heart rate of birds: a study in physiological ecology
- 1953. Fundamentals of Ecology. Con Howard T. Odum
- 1963. Ecology
- 1975. Ecology, the link between the natural and the social sciences
- 1983. Basic Ecology
- 1993. Ecology and Our Endangered Life Support Systems
- 1998. Ecological Vignettes: Ecological Approaches to Dealing with Human Predicament
- 2000. Essence of Place (coautoría con Martha Odum)

Artículos
- 1969. La Estrategia de Desarrollo de Ecosistemas
- Comparación del flujo de energía de la población de herbívoros y un depósito alimentario de invertebrados en un ecosistema de pantano salino (con Alfred E. Smalley)